# Timothy Guy
Timothy Guy (Orange, 16 mei 1989) is een Australisch voormalig wielrenner.

## Carrière
In 2016 behaalde Guy zijn eerste UCI-overwinning door in de vierde etappe van de Ronde van de Filipijnen Cameron Bayly, Jang Sun-jae en Wesley Sulzberger negen seconden voor te blijven. Een jaar later nam hij wederom deel aan diezelfde wedstrijd, waar ditmaal een zestiende plek in de derde etappe zijn beste klassering was.

## Overwinningen
2016
4e etappe Ronde van de Filipijnen

## Ploegen
- 2008 –  Panasonic
- 2009 –  Ride Sport Racing (vanaf 15-3, tot 7-10)
- 2016 –  Attaque Team Gusto
- 2017 –  Attaque Team Gusto
- 2018 –  Ljubljana Gusto Xaurum
- 2019 –  Ljubljana Gusto Santic
- 2020 –  Ljubljana Gusto Santic

Bayly · Chung · Dobbs · Donohoe · Guy · Hill · Hindley · Huang · Kalma · Lin · Lu · Martz · Rogers · Wu
Donohoe · Guy · Hill · Huang · Kalma · Kerkez · Kranjec · Lavrič · Lu · Paulič · Sajnok · Vogt
Cizelj · Debevec · Finkšt · Grošelj · Guy · Hill · Huang · Jerman · Lu · Nishi · Penko · Pogačar · Potočki · Prah · Ručigaj